# Renée Taylor
Pour les articles homonymes, voir Taylor.
Renée Taylor (née Renée Adorée Wexler le 19 mars 1933 à New York dans le Bronx) est une actrice américaine principalement connue pour son rôle de Sylvia Fine dans la série Une nounou d'enfer de 1993 à 1999.
Mariée en 1965 avec l'acteur Joseph Bologna jusqu'à la mort de celui-ci à 82 ans, elle a partagé avec lui la vedette des films Lune de miel aux orties (1970) et Faits l'un pour l'autre (1971). Elle est restée mariée à son mari 52 ans.

## Filmographie

### Comme actrice
- 1958 : The Mugger
- 1961 : Le Zinzin d'Hollywood (The Errand Boy) de Jerry Lewis : Miss Giles
- 1966 : L'Homme à la tête fêlée (A Fine Madness) : une prostituée
- 1968 : Les Producteurs (The Producers) : Eva Braun
- 1968 : Le Détective (The Detective) : Rachael Schoenstein
- 1971 : A New Leaf : Sally Hart
- 1971 : Jennifer on My Mind de Noel Black : Selma
- 1971 : Faits l'un pour l'autre (Made for Each Other) : Pandora Gold
- 1972 : Last of the Red Hot Lovers : Jeanette
- 1976 : Woman of the Year (TV) : Tess Harding
- 1977 : Forever Fernwood (série télévisée) : Annabelle Kearns
- 1976 : Mary Hartman, Mary Hartman (en) (série télévisée) : Annabelle (1977-1978)
- 1983 : Lovesick : Mrs. Mondragon
- 1989 : It Had to Be You : Theda Blau
- 1990 : The End of Innocence : Angel
- 1990 : La Fièvre d'aimer (White Palace) de Luis Mandoki : Edith Baron
- 1991 : Un crime dans la tête (Delirious) : Arlene Sherwood
- 1991 : Le Plus Beau Cadeau du monde (All I Want for Christmas) : Sylvia
- 1992 : Forever : Charlotte
- 1993-1999 : Une nounou d'enfer : Sylvia Fine
- 1996 : Loïs et Clark (TV) : mère de Bad Brain
- 1996 : Love Is All There Is de Joseph Bologna et elle-même : Mona
- 1997 : Un mariage d'amour (A Match Made in Heaven) (TV) : Isobel Slotkin
- 2001 : Dying on the Edge
- 2001 : 61* (TV) : Claire Ruth
- 2001 : Dr. Dolittle 2 : Female Tortoise (voix)
- 2002 : Returning Mickey Stern (en) : Jeannie
- 2003 : Ladykillers : Betty Mundt
- 2004 : Irrésistible Alfie (Alfie) : Lu Schnitman
- 2005 : A-List : Mrs. Smigley
- 2005 : Early Bird (TV)
- 2005 : The Boynton Beach Bereavement Club : Platinum Blond
- 2006 : L'Âge de glace 2 (Ice Age: The Meltdown) : Mrs. Start (voix)
- 2006 : Kalamazoo? : Golda
- 2009-2012 : How I Met Your Mother (TV) : Mrs. Matsen
- 2010 : New York, unité spéciale : Maude Monaghan (saison 11, épisode 18)
- 2010 : Shake It Up (TV) : Mme Loccasio (saison 1, épisode 3)
- 2010 : Victorious (TV)  : la grand-mère de Robbie
- 2011 : Happily Divorced (TV) - Marilyn (saison 1, épisode 8)
- 2012 : 2 Broke Girls - Hinda Fagel (saison 1, épisode 17)
- 2013 : Tentation : Confession d'une femme mariée : Ms. Waco Chapman
- 2016 : The Do-Over de Steven Brill : Mrs Kessler

### Comme scénariste
- 1971 : Faits l'un pour l'autre (Made for Each Other)
- 1975 : A Lucille Ball Special Starring Lucille Ball and Jackie Gleason (TV)
- 1976 : Woman of the Year (TV)
- 1980 : Cri d'amour (A Cry for Love) (TV)
- 1996 : Love Is All There Is

### Comme réalisatrice
- 1971 : Two
- 1989 : It Had To Be You

### Comme productrice
- 1983 : Lovers and Other Strangers (série télévisée)